# Mordellistena nigrimaculata
Mordellistena nigrimaculata es una especie de coleóptero de la familia Mordellidae.

## Distribución geográfica
Habita en África.